# Неманья Мілич
Неманья Мілич (серб. Немања Милић; нар. 25 травня 1990, Сомбор, СФР Югославія) — сербський футболіст, нападник борисовського БАТЕ.

## Клубна кар'єра

### «ОФК Белград»
Народився в Сомборі. Вихованець ФК «Спектар», перший тренер — Бранислав Жакич. Виступав за юнацьку та молодіжну команди «ОФК Белград». Будучи одним з найперспективніших вихованців академії, дебютував за першу команду в Суперлізі Сербії в сезоні 2006/07 років. Після цього провів у молодіжній команді ще декілька років, а в сезоні 2008/09 років переведений до головної команди. На початку 2009 року за Міличем спостерігали скаути «Ліверпуля». У своєму дебютному сезоні в дорослому футболі зіграв 26 матчів у всіх турнірах, у тому числі й 2 поєдинки Кубку Інтертото. Дебютним голом за першу команду відзначився 23 травня 2009 року у виїзному матчі проти «Бораца» (Чачак). У сезоні 2009/10 років відзначився 6-а голами в 20 матчах Суперліги. У сезоні 2010/11 років відзначився 4-а голами в 28-и матчах, завдяки чому восени 2011 року на нього звернули увагу скаути «Астон Вілли». Вийшовши на заміну в переможному (2:0) поєдинку Суперліги проти «Ягодини», відзначився 2-а голами у воротах команди-суперниці. У сезоні 2011/12 років зіграв ще 11 поєдинків, проте забитими м'ячами не відзначався. Наступного сезону відзначився 2-а голами, у поєдинку Суперліги проти «Радничок» (Ниш) та в матчі Кубку Сербії проти «Слоги» (Кралєво). Потім отримав декілька травм, через що пропустив літню частину сезону й влітку 2013 року вільним агентом залишив клуб.

### «Спартак» (Суботиця)
У липні 2013 року приєднався до «Хайдука» (Кула), проте згодом залишив клуб та підписав контракт зі «Спартаком» (Суботиця). У своєму дебютному сезоні в новій команді зіграв 16 матчів у Суперлізі та 5 поєдинків у Кубку країни, в яких відзначився 1 голом. У сезоні 2014/15 років відзначився 7-а голами в 26-и матчах Суперліги, завдяки чому став найкращим бомбардиром «Спартака». У Суперлізі 2015/16 головний тренер суботицького клубу Андрій Чернишов створив атакувальний тандем з Неманьї та Огнєна Мудринського. У першій половині сезону 2016/17 років Мілич переважно грав на позиції другого форварда, при цьому відзначився 6-а голами в національному чемпіонаті. Наприкінці 2016 року обраний найкращим гравцем «Спартака» (Суботиця), а також найкращим футболістом Сомбора серед тих, хто виступає в Суперлізі.

### «Црвена Звезда»
10 січня 2017 року підписав 3,5-річний контракт з «Црвеною Звездою». Дебютував у новій команді 25 лютого 2017 року, замінивши в другому таймі Срджана Плавшича, в поєдинку проти «Бачки». Вперше в стартовому складі столчиного клубу вийшов на футбольне поле в 27-у турі Суперліги 2016/17 проти Чукаричок, де замінив травмованого Джона Хайро Руїса. Декілька днів по тому відзначився голом на стадіоні імені Райко Митича в товариському матчі проти московського «Спартака». Дебютним голом за «Црвену Звезду» в сербському чемпіонаті відзначився в переможному (4:2) поєдинку проти «Младості» (Лучані).

### БАТЕ
28 грудня 2018 року Неманья перейшов з «Црвени Звезди» до білоруського БАТЕ. Сума відступних склала 300 000 євро.

## Кар'єра в збірній
Виступав за юнацькі та молодіжну збірні Сербії.

## Статистика виступів

### Клубна
Станом на 25 грудня 2018
| Клуб                 | Сезон                                           | Ліга              | Ліга  | Ліга | Кубок | Кубок | Єврокубки | Єврокубки | Інші  | Інші | Загалом | Загалом |
| Клуб                 | Сезон                                           | Дивізіон          | Матчі | Голи | Матчі | Голи  | Матчі     | Голи      | Матчі | Голи | Матчі   | Голи    |
| -------------------- | ----------------------------------------------- | ----------------- | ----- | ---- | ----- | ----- | --------- | --------- | ----- | ---- | ------- | ------- |
| «ОФК Белград»        | 2006–07                                         | Суперліга         | 1     | 0    | 0     | 0     | 0         | 0         | —     | —    | 1       | 0       |
| «ОФК Белград»        | 2007–08                                         | Суперліга         | 0     | 0    | 0     | 0     | —         | —         | —     | —    | 0       | 0       |
| «ОФК Белград»        | Чемпіонат Сербії з футболу 2008—2009: Суперліга | Суперліга         | 24    | 1    | 0     | 0     | 2         | 0         | —     | —    | 26      | 1       |
| «ОФК Белград»        | 2009–10                                         | Суперліга         | 20    | 6    | 0     | 0     | —         | —         | —     | —    | 20      | 6       |
| «ОФК Белград»        | 2010–11                                         | Суперліга         | 23    | 3    | 1     | 1     | 4         | 0         | —     | —    | 28      | 4       |
| «ОФК Белград»        | 2011–12                                         | Суперліга         | 12    | 2    | 0     | 0     | —         | —         | —     | —    | 12      | 2       |
| «ОФК Белград»        | 2012–13                                         | Суперліга         | 9     | 1    | 2     | 1     | —         | —         | —     | —    | 11      | 2       |
| «ОФК Белград»        | Загалом                                         | Загалом           | 89    | 13   | 3     | 2     | 6         | 0         | —     | —    | 98      | 15      |
| «Спартак» (Суботиця) | 2013–14                                         | Суперліга         | 16    | 1    | 5     | 0     | —         | —         | —     | —    | 21      | 1       |
| «Спартак» (Суботиця) | 2014–15                                         | Суперліга         | 26    | 7    | 2     | 0     | —         | —         | —     | —    | 28      | 7       |
| «Спартак» (Суботиця) | 2015–16                                         | Суперліга         | 19    | 3    | 3     | 0     | —         | —         | —     | —    | 22      | 3       |
| «Спартак» (Суботиця) | 2016–17                                         | Суперліга         | 19    | 6    | 2     | 0     | —         | —         | —     | —    | 21      | 6       |
| «Спартак» (Суботиця) | Загалом                                         | Загалом           | 80    | 17   | 12    | 1     | —         | —         | —     | —    | 92      | 18      |
| «Црвена Звезда»      | 2016–17                                         | Суперліга         | 10    | 1    | 3     | 1     | —         | —         | —     | —    | 13      | 2       |
| «Црвена Звезда»      | 2017–18                                         | Суперліга         | 13    | 2    | 2     | 1     | 9         | 0         | —     | —    | 24      | 3       |
| «Црвена Звезда»      | 2018–19                                         | Суперліга         | 5     | 0    | 0     | 0     | 3         | 0         | —     | —    | 8       | 0       |
| «Црвена Звезда»      | Загалом                                         | Загалом           | 28    | 3    | 5     | 2     | 12        | 0         | —     | —    | 44      | 5       |
| Усього за кар'єру    | Усього за кар'єру                               | Усього за кар'єру | 197   | 34   | 20    | 4     | 18        | 0         | —     | —    | 231     | 38      |

## Досягнення

### Клубні
«Црвена Звезда»
- Суперліга Сербії
  -  Чемпіон (1): 2017/18
  -  Срібний призер (1): 2016/17

БАТЕ
- Кубок Білорусі
  -  Володар (2): 2019/20, 2020/21

- Суперкубок Білорусі
  -  Володар (1): 2022